# Roques Ratllades
Les Roques Ratllades és una muntanya de 602 metres que es troba entre els municipis de Montclar i de Viver i Serrateix, a la comarca catalana del Berguedà.